# Domitia Longina
Domitia Longina (ca. 53 - 126 / 130 n.Chr.) was de jongste dochter van Gnaius Domitius Corbulo (de bekwaamste generaal van Nero) en Cassia Longina. Haar tante, van vaderskant, was Milonia Caesonia, de vierde en laatste vrouw van keizer Gaius Caligula.
Tijdens haar eerste huwelijk met Lucius Lamia Aemilianus kreeg zij een verhouding met Domitianus, de jongste zoon van keizer Vespasianus, met wie zij in 70 n.Chr. trouwde. Zij kregen een zoon in 71 n.Chr. en een dochter in 74 n.Chr., maar beide kinderen stierven op jonge leeftijd.
In 81 n.Chr.werd Domitianus aangesteld als keizer en werd Domitia de nieuwe keizerin. Van haar man verkreeg zij de eretitel Augusta.
Domitia kreeg in 83 n.Chr. een verhouding met de acteur Paris. Hoewel Domitianus zelf bekendstond om zijn overspelige karakter (hij liet zich vaak vergezellen door allerlei vrouwen) stond hij niet toe dat zijn vrouw een minnaar had. Domitianus scheidde van zijn vrouw, liet Paris executeren en Domitia verbannen. Zij keerde echter al spoedig terug naar Rome en hernieuwde haar relatie met de keizer.
Domitia zou een belangrijke rol gespeeld hebben bij de moordaanslag op Domitianus in 96 n.Chr. Na de moord leefde Domitia nog lang in grote weelde en stijl en er werd in Gabii een tempel aan haar gewijd. Zij stierf een natuurlijke dood ergens tussen 126 en 130 n.Chr.

## Verder lezen
- Jones, Brian W., The Emperor Domitian. London, Routledge, 1992. ISBN 0-415-10195-6.
- M. Bunson, art. Domitia Longina, in M. Bunson, Encyclopedia of the Roman Empire, New York, 1994.
- M. Lightman - B. Lightman, art. Domitia Longina, in M. Lightman - B. Lightman (edd.), Biographical Dictionary of Ancient Greek and Roman Women: Notable Women from Sappho to Helena, New York, 2000.
- M. Vinson, Domitia Longina, Julia Titi, and the Literary Tradition, in Historia 38 (1989), pp. 431-450.